# Kutztown, Pennsylvania
Kutztown, Pennsylvania (енгл. Kutztown) град је у америчкој савезној држави Пенсилванија.

## Демографија
По попису из 2010. године број становника је 5.012, што је 55 (-1,1%) становника мање него 2000. године.
| Група             | 2000.         | 2010.         |
| Белци             | 4.895 (96,6%) | 4.726 (94,3%) |
| Афроамериканци    | 50 (1,0%)     | 68 (1,4%)     |
| Азијати           | 45 (0,9%)     | 50 (1,0%)     |
| Хиспаноамериканци | 49 (1,0%)     | 128 (2,6%)    |
| Укупно            | 5.067         | 5.012         |